# Dauin
Dauin (Bayan ng Dauin) är en kommun i Filippinerna. Kommunen ligger på ön Negros, och tillhör provinsen Negros Oriental. Folkmängden uppgår till 21 077 invånare.

## Bildgalleri

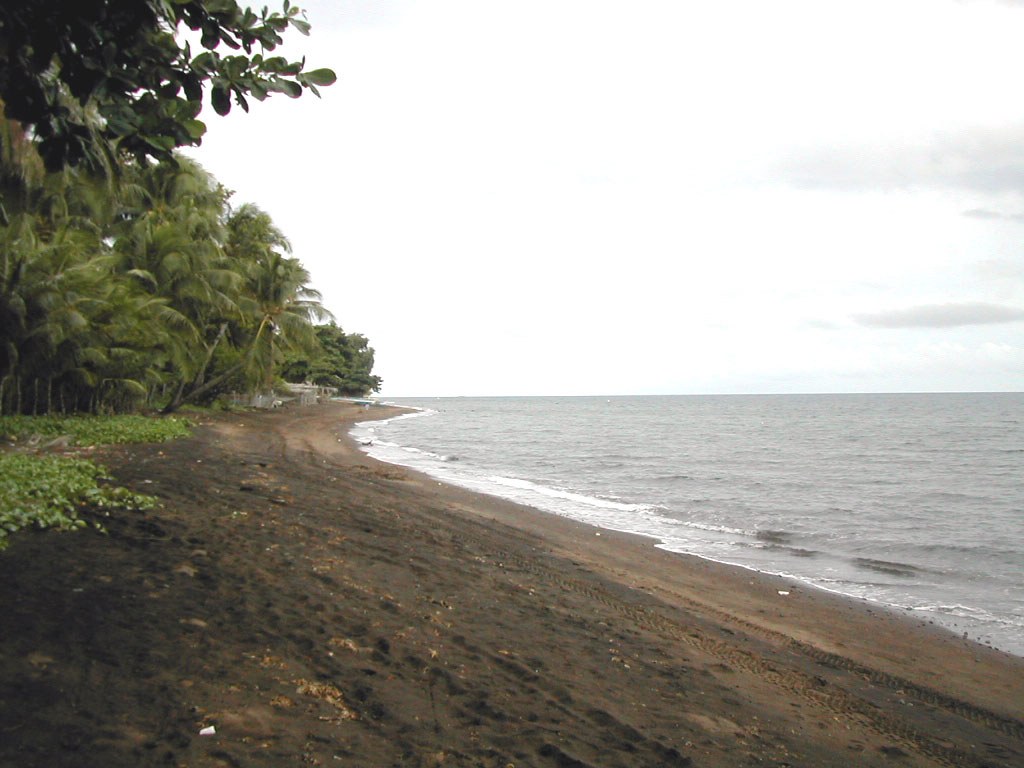

## Barangayer
Dauin är indelat i 23 barangayer.
| - Anhawan - Apo Island - Bagacay - Baslay - Batuhon Dacu - Boloc-boloc - Bulak - Bunga - Casile - Libjo - Lipayo - Maayongtubig | - Mag-aso - Magsaysay - Malongcay Dacu - Masaplod Norte - Masaplod Sur - Panubtuban - Poblacion I - Poblacion II - Poblacion III - Tugawe - Tunga-tunga |